# Maria Acuna
Maria Acuna-Björling, född 1931 i Sevilla, är en spansk-svensk konstnär.
Acuna-Björling studerade konst för J.C. Iglesias och A Moreno i Malaga. Hennes konst består av porträtt och landskapsmålningar. Hon blev svensk medborgare 1957. 